# Мятежный подросток
«Мятежный подросток» (англ. Teenage Rebel) — художественный фильм 1956 года режиссёра Эдмунда Гулдинга с Джинджер Роджерс и Майклом Ренни в главных ролях. Слоган: You wanted to get rid of me… so you could be alone with that woman!
Перевод:Ты хотел избавиться от меня… чтобы остаться наедине с этой женщиной!

## Сюжет
Нэнси Феллун — женщина, которая пытается наладить отношения с дочерью-подростком, от которой отказалась после неудачного брака. Практически незнакомая с новой семьёй её дочь Дороти вносит разлад во внутренний уклад дома. Ранее Эрик Макгоун, отец Дороти пытался доказать в суде, что мать следует лишить опеки над ребёнком. Теперь же в его жизни появились новые интересы, и он просит Нэнси забрать девочку к себе. С этого и начинается беспокойное время и для матери, и для дочери.

## В ролях
- Джинджер Роджерс — Нэнси Фэллун
- Майкл Ренни — Джей Фэллун
- Милдред Нэтвик — Грейс Хьюит
- Расти Своуп — Ларри Фэллун
- Лили Джентл — Глория
- Луиз Биверс — Вилламэй, служанка Фэллунов
- Ирен Хэрви — Хелен Шелдон МакГоун
- Джон Стефенсон — Эрик МакГоун, отец Додди
- Бетти Лу Кейм — Додди МакГоун
- Уоррен Берлинджер — Дик Хьюитт
- Дайан Юргенс — Джейн Хьюитт
- Хейни Конклин — Movie Patrol (в титрах не указан)

## Съёмки
Съёмки длились два месяца: июнь — 20 июля 1956 года.

## Премьеры
- Впервые фильм был представлен публике 1 ноября 1956 года в США.
- В Финляндии показ начался 28 июня 1957 года.
- 5 августа 1957 года фильм был показан на экранах кинотеатров Швеции.

## Награды
Фильм номинировался на «Оскар» 1957 года в категориях:
- Лучшая работа художника (за чёрно-белые фильмы)
- Лучшая работа костюмера (за чёрно-белые фильмы)